# El séptimo día
El séptimo día is een Spaanse dramafilm uit 2004 onder regie van Carlos Saura.

## Verhaal
Isabel Jiménez is getuige van een ruzie tussen haar familie en de familie Fuentes. Wanneer er twee doden vallen in het conflict, gaat Isabel op zoek naar de objectieve waarheid.

## Rolverdeling
| Acteur           | Personage     |
| ---------------- | ------------- |
| José Garcia      | José          |
| Eulàlia Ramon    | Carmen        |
| Yohana Cobo      | Isabel        |
| Irene Escolar    | Antonia       |
| Alejandra Lozano | Encarnación   |
| Victoria Abril   | Luciana       |
| Ana Wagener      | Ángela        |
| Juan Diego       | Antonio       |
| José Luis Gómez  | Emilio        |
| Ramon Fontserè   | Jerónimo      |
| Juan Sanz        | Amadeo        |
| Lilla Annechino  | Jonge Luciana |
| Oriol Vila       | Chino         |
| Carlos Hipólito  | Tonto         |
| Carlos Kaniowsky | Raúl          |